# Druga Liga 1948-1949
La Druga savezna liga FNRJ 1948-1949, conosciuta semplicemente come Druga liga 1948-1949, fu la 3ª edizione della seconda divisione del campionato jugoslavo di calcio, la 2ª consecutiva a girone unico. Dall'edizione successiva lo svolgimento sarà lungo l'anno solare e non ad autunno-primavera come in gran parte d'Europa.

## Partecipanti
Sono ammesse alla Druga Liga 1948-1949 le seguenti squadre:
- 3 retrocesse dalla Prva Liga 1947-1948:
 Vardar, Spartak Subotica e Sarajevo
- 4 hanno mantenuto la categoria:
 Metalac Zagabria, Mornar Spalato, Dinamo Pančevo e Enotnost[3]
- 3 promosse dalla divisione inferiore:
 Proleter Osijek, Podrinje Šabac e Dinamo Skopje

### Profili
| Squadra          | Città    | Stadio               | Stagione 1947-48 | Stagione 1947-48                   |
| Squadra          | Città    | Stadio               | Pos.             | Divisione                          |
| ---------------- | -------- | -------------------- | ---------------- | ---------------------------------- |
| Vardar           | Skopje   | Gradski stadion      | 8º               | Prva liga                          |
| Spartak Subotica | Subotica | Gradski stadion      | 9º               | Prva liga                          |
| Sarajevo         | Sarajevo | Stadion 6. April     | 10º              | Prva liga                          |
| Metalac Zagabria | Zagabria | ?                    | 4º               | Druga liga                         |
| Mornar Spalato   | Spalato  | ?                    | 5º               | Druga liga                         |
| Dinamo Pančevo   | Pančevo  | Gradski stadion      | 6º               | Druga liga                         |
| Odred            | Lubiana  | Bežigrad stadion     | 7º               | Druga liga                         |
| Proleter Osijek  | Osijek   | Igralištu Kraj Drave |                  | Vincitori play-off terza divisione |
| Podrinje Šabac   | Šabac    | Stadion Mačva        |                  | Vincitori play-off terza divisione |
| Dinamo Skopje    | Skopje   | ?                    |                  | Vincitori play-off terza divisione |

### Provenienza
| Slovenia | Croazia                                               | Bosnia Erzegovina | Serbia                              | Serbia           | Serbia    | Montenegro | Macedonia                |
| Slovenia | Croazia                                               | Bosnia Erzegovina | Voivodina                           | Serbia Centrale  | Kosovo    | Montenegro | Macedonia                |
| -------- | ----------------------------------------------------- | ----------------- | ----------------------------------- | ---------------- | --------- | ---------- | ------------------------ |
| - Odred  | - Metalac Zagabria - Mornar Spalato - Proleter Osijek | - Sarajevo        | - Dinamo Pančevo - Spartak Subotica | - Podrinje Šabac | - nessuna | - nessuna  | - Vardar - Dinamo Skopje |

## Classifica
```
Il 
Mornar Spalato
 ottiene la promozione in 
Prva Liga 1950
, ma per decisione politica il club viene sciolto nel 1949. Il posto-promozione va alla terza classificata, lo 
Spartak Subotica
.
[
5
]
```

|                  | Pos. | Squadra          | Pt | G  | V  | N | P  | GF | GS | QR    |
| ---------------- | ---- | ---------------- | -- | -- | -- | - | -- | -- | -- | ----- |
|                  | 1.   | Sarajevo         | 27 | 18 | 11 | 5 | 2  | 27 | 14 | 1,928 |
|                  | 2.   | Mornar Spalato   | 22 | 18 | 10 | 2 | 6  | 43 | 17 | 2,529 |
|                  | 3.   | Spartak Subotica | 19 | 18 | 6  | 7 | 5  | 33 | 27 | 1,222 |
|                  | 4.   | Metalac Zagabria | 19 | 18 | 8  | 3 | 7  | 25 | 24 | 1,041 |
|                  | 5.   | Podrinje Šabac   | 17 | 18 | 6  | 5 | 7  | 21 | 25 | 0,840 |
|                  | 6.   | Odred            | 17 | 18 | 7  | 3 | 8  | 19 | 23 | 0,826 |
|                  | 7.   | Vardar           | 17 | 18 | 6  | 5 | 7  | 28 | 34 | 0,823 |
|                  | 8.   | Proleter Osijek  | 17 | 18 | 8  | 1 | 9  | 22 | 29 | 0,758 |
|                  | 9.   | Dinamo Pančevo   | 14 | 18 | 5  | 4 | 9  | 25 | 34 | 0,735 |
|                  | 10.  | Dinamo Skopje    | 11 | 18 | 3  | 5 | 10 | 17 | 33 | 0,515 |
| Fonte: HRnogomet |      |                  |    |    |    |   |    |    |    |       |

Legenda:

      Promossa in Prva Liga 1950.

  Partecipa agli spareggi promozione/retrocessione.

      Retrocessa nella Treća Liga 1950.

      Esclusa dal campionato.
Note:

Due punti a vittoria, uno a pareggio, zero a sconfitta.
In caso di arrivo di due o più squadre a pari punti, la graduatoria viene stilata secondo il quoziente reti tra le squadre interessate.